# Новосёлки (Дуниловичский сельсовет)
Новосёлки (белор. Навасёлкi) — деревня в Поставском районе Витебской области Белоруссии. Входит в состав Дуниловичского сельсовета.

## География
Деревня расположена в 33 км от города Поставы и в 4 км от агрогородка Дуниловичи.

## История
В начале ХХ столетия — деревня в Дуниловичской волости Вилейского уезда Виленской губернии, 170 жителей, 297 десятин земли.
В результате советско-польской войны 1919—1921 гг. деревня оказалась в составе Срединной Литвы.
С 1922 года — в составе Дуниловичской гмины Дуниловичского повета Виленского воеводства Польши (II Речь Посполитая).
В сентябре 1939 года деревня была присоединена к БССР силами Белорусского фронта РККА.
С 12 октября 1940 года — в Дуниловичском сельсовете Дуниловичского района Вилейской области БССР.
В 1947 году — 41 хозяйство.
С 20.01.1960 года — в Глубокском районе.
С 25.12.1962 года — в Поставском районе.
В 1963 году действовал фельдшерско-акушерский пункт, 36 дворов, 105 жителей.
В 2001 году — 12 дворов, 20 жителей, колхоз «XXV партсъезд».